# Spießrutenlauf von Wyborg
Hogland – Porrassalmi – Uttismalm – Kaipiais – Parkumäki – Öland – Svensksund (1) – Elgsö – Baltischport – Valkeala – Pardakoski–Kärnakoski – Reval – Fredrikshamn – Keltis – Savitaipal – Kronstadt – Uransari – Björkösund – Wyborg – Svensksund (2)
Als Spießrutenlauf von Wyborg (schwedisch Viborgska gatloppet) wird eine Operation der schwedischen Schärenflotte während des Russisch-Schwedischen Krieges bezeichnet: der Ausbruch aus der Bucht von Wyborg am 3. Juli 1790.

## Vorgeschichte
Der schwedische König Gustav III. hatte am 15. Mai 1790 einen russischen Marineverband bei Fredrikshamn besiegt und war auf dem Wege nach Osten, um die russische Flotte von Wyborg anzugreifen. Gustavs Flotte sollte sich mit einem zweiten schwedischen Verband unter Admiral Otto Henrik Nordenskjöld bei Wyborg treffen, welcher kurz zuvor bei Reval einem russischen Geschwader entkommen war. Nordenskjölds Verband erreichte am 2. Juni die Bucht von Wyborg und lieferte sich an den folgenden zwei Tagen in der Seeschlacht bei Kronstadt ergebnislose Kämpfe mit den dort stationierten russischen Einheiten. Danach erhielt Nordenskjöld den Befehl, der Flotte Gustavs den Fluchtweg zu sichern.
Am 8. Juni hatten sich die russischen Marineverbände von Wyborg und Reval vereinigt, und auch die Verbände von Gustav III. und Nordenskjöld bildeten eine gemeinsame Flotte. Die aus etwa 50 Schiffen (Linienschiffen und Fregatten) bestehende russische Flotte positionierte sich in einer Reihe vor dem großen Auslauf der Bucht. Die schwedische Seite verzeichnete ca. 250 Schiffe mit etwa 30.000 Mann Besatzung. Zu Gustavs Verband gehörten z. B. 21 Linienschiffe, acht größere Fregatten, fünf kleinere Fregatten sowie zahlreiche Versorgungsboote.
Gustav III. unternahm am 17. Juni einen Ausbruchsversuch ohne nennenswertes Resultat. Zwei Tage später erhielt die russische Flotte Verstärkung und drohte anzugreifen. Da die schwedische Flotte von ihren Versorgungslinien abgeschnitten war, konnte sie mit einem Ausbruch nicht lange warten. Man entschied sich für den Weg nach Westen, doch der Gegenwind verhinderte etwa zehn Tage lang dieses Vorhaben. Die russische Marine hatte den Plan, die Schweden durch zwei Flotten von Wyborg und von der Festung Kronstadt einzukesseln.

## Die Schlacht
In der Nacht vom 2. auf den 3. Juli griff der russische Admiral Karl Heinrich von Nassau-Siegen mit einem Verband aus Kronstadt eine Abteilung der Schweden von Süden an und zwang sie nach 3½ Stunden Kampf zum Rückzug. Etwa gleichzeitig startete der schwedische Oberstleutnant Törning im Norden ein Ablenkungsmanöver.
Am Morgen des 3. Juli hatte der Wind die von den Schweden gewünschte Richtung, und so segelte ein Schiff nach dem anderen durch die erste russische Linie. Sie wurden von zwei Seiten in Beschuss genommen, doch die Verluste waren verhältnismäßig gering. Der Durchbruch glich einem Spießrutenlauf, was der Schlacht ihren Namen gab. Die zweite russische Linie wurde ohne nennenswerte Schwierigkeiten durchbrochen, und daraufhin segelte Gustav III. in einer offenen Pinasse mit königlicher Flagge nach Westen. Als er in Reichweite russischer Schiffe gelangte, wechselte er das Fahrzeug und konnte sich so sicher den vorausfahrenden schwedischen Schiffen anschließen.
Der größte Teil der schwedischen Flotte hatte schon die russische Linie passiert, als sich ein Unglück ereignete, das für größere Verluste sorgte. Ein schwedischer Brander traf anstelle des Gegners zwei eigene Schiffe, die Feuer fingen und am späten Morgen explodierten. Durch den Rauch konnten drei Linienschiffe und zwei Fregatten der Schweden nicht mehr navigieren und liefen auf Grund. Erst zu diesem Zeitpunkt entschloss sich die russische Seite zum massiven Gegenangriff. Sie setzte den schon durchgebrochenen Schiffen nach und konnte zwei von ihnen vernichten. Ein russischer Verband mit fünf Schiffen hatte an anderer Stelle im Schärengarten von Wyborg mehrere schwedische Boote zur Kapitulation gezwungen, doch der übergeordnete Befehl zur Verfolgung des schwedischen Hauptverbandes gab diese Boote wieder frei, so dass auch sie, begünstigt durch den aufkommenden Sturm, die Freiheit erreichten.
Als die schwedische Flotte am 5. Juli die Festung Sveaborg erreichte, beliefen sich ihre Verluste auf sieben Linienschiffe, drei Fregatten und einige kleinere Boote sowie auf etwa 5.000 Mann.